# Figueira Pavão
Figueira Pavão (Crioulo cabo-verdiano, ALUPEC: Figéra Pavon) é uma vila do município de Santa Catarina do Fogo, em Cabo Verde.

## Vilas próximos ou limítrofes
- Estancía Roque, nordeste
- Cova Figueira, este